# Kopinluodot
Kopinluodot är en ö i Finland. Den ligger i sjön Saimen och i kommunen Puumala i den ekonomiska regionen  S:t Michel och landskapet Södra Savolax, i den södra delen av landet, 210 km nordost om huvudstaden Helsingfors. Öns area är 0,8 hektar och dess största längd är 130 meter i nord-sydlig riktning.  Notera att namnet antyder att det är fråga om flera öar.